# Valle-d’Alesani
Valle-d’Alesani (kors. E Valli d'Alisgiani) – miejscowość i gmina we Francji, w regionie Korsyka, w departamencie Górna Korsyka.
Według danych na rok 1990 gminę zamieszkiwały 142 osoby, a gęstość zaludnienia wynosiła 15 osób/km².